# Красный карлик

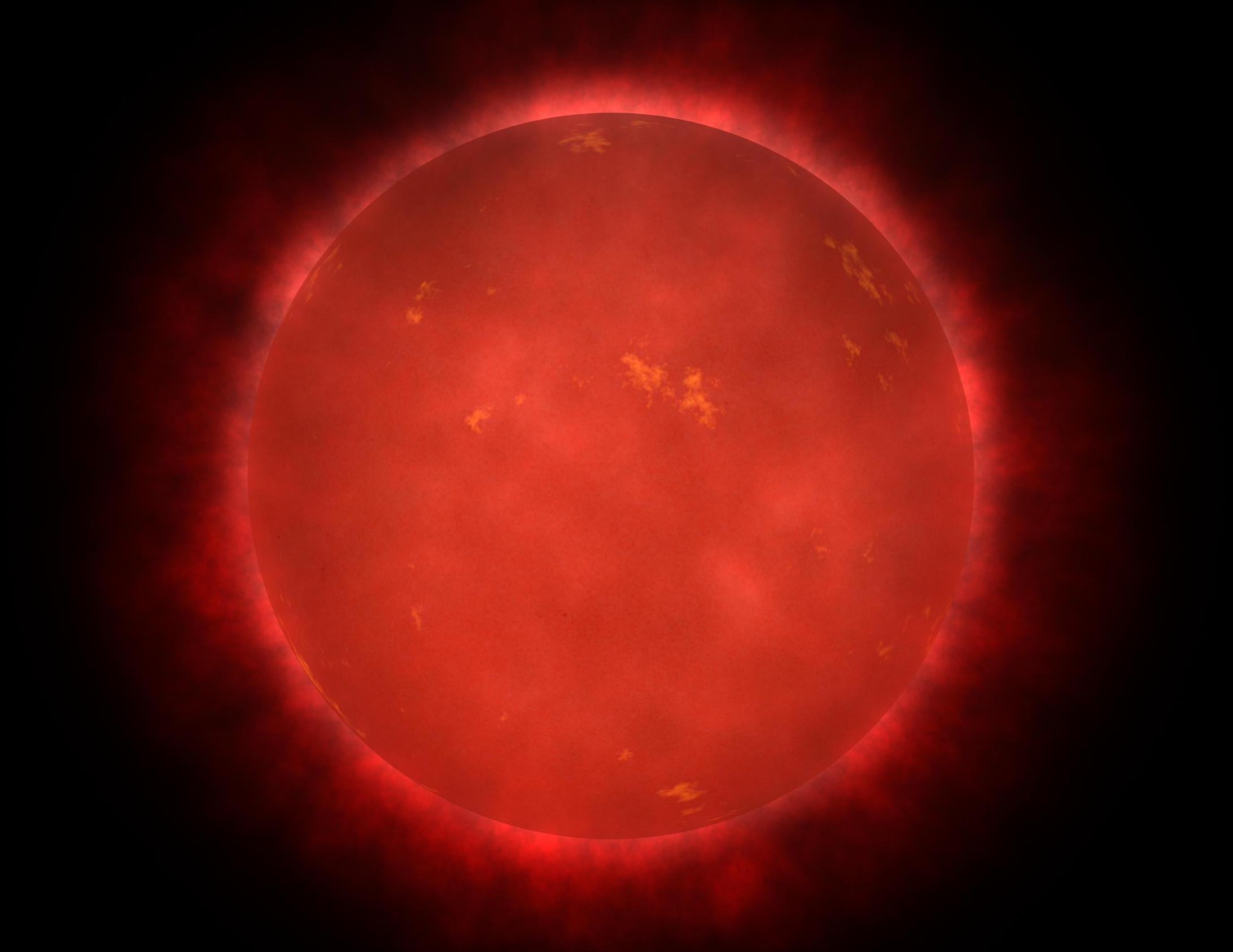
Красный карлик в представлении художника

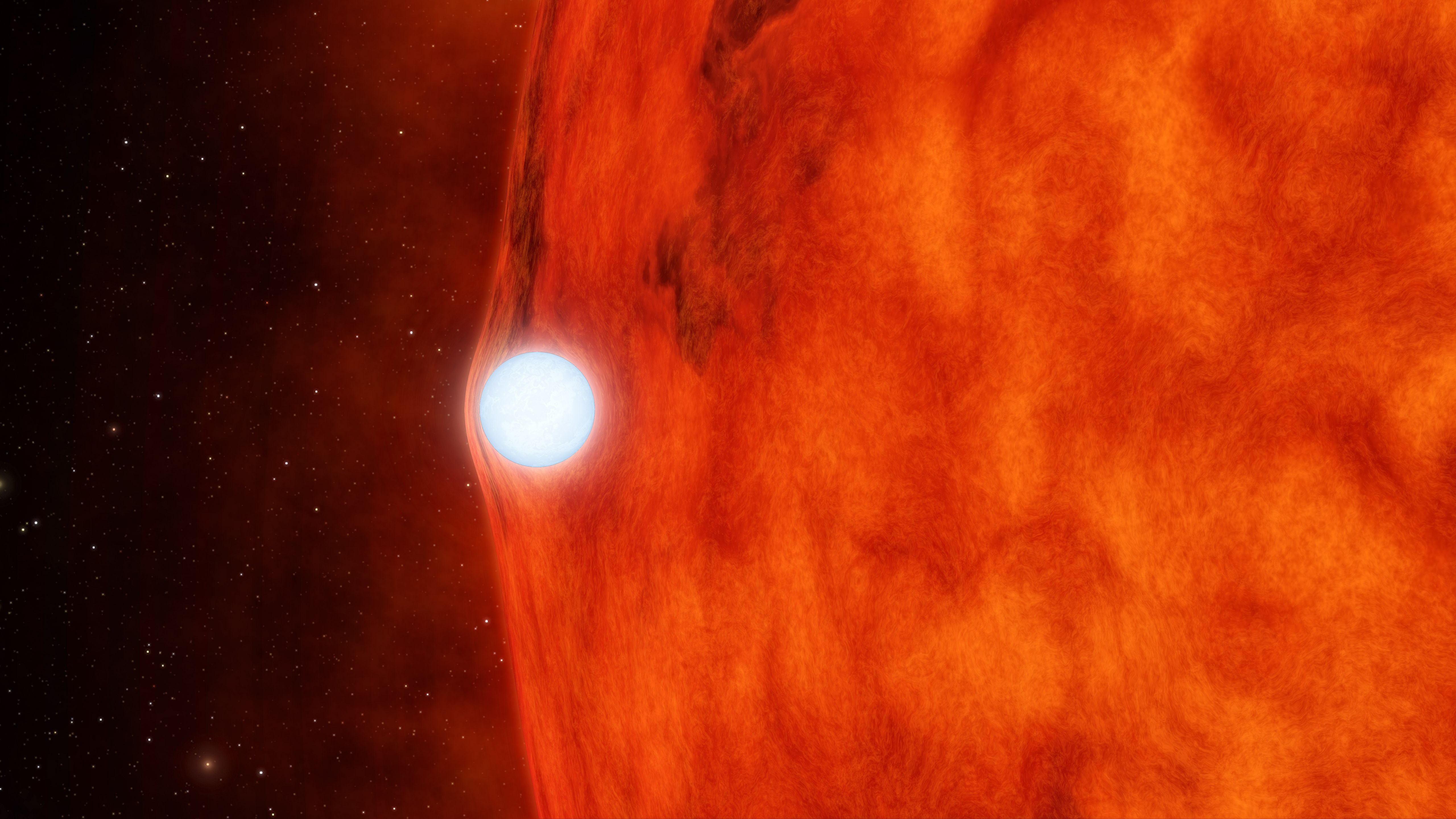
Система KOI-256, состоящая из красного и белого карликов. Иллюстрация NASA.

Красный карлик — согласно диаграмме Герцшпрунга — Рассела, маленькая и относительно холодная звезда главной последовательности, имеющая спектральный класс М или поздний К. Являются очень распространёнными звёздами, особенно в старых шаровых скоплениях типа M3, галактическом гало. Распределение красных карликов в Галактике сферическое, в отличие от сильно излучающих её рукавов, светимость которых обусловлена яркими молодыми звёздами и переизлучением от газовых скоплений.

## Общие характеристики

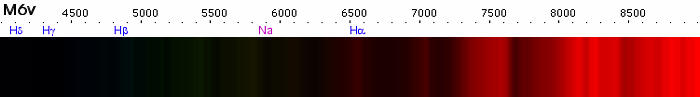
Спектр звезды класса M6V

Красные карлики довольно сильно отличаются от других звёзд. Масса красных карликов не превышает трети солнечной массы (нижний предел массы или предел Кумара — 0,0767 при обычном содержании тяжёлых элементов M☉, затем идут коричневые карлики). Температура фотосферы красного карлика может достигать 3500 К, что превышает температуру спирали лампы накаливания, поэтому, вопреки своему названию, красные карлики, аналогично лампам, испускают свет не красного, а скорее охристо-желтоватого оттенка. Звезды этого типа испускают очень мало света, иногда в 10 000 раз меньше чем Солнце. Из-за низкой скорости термоядерного сгорания водорода красные карлики имеют очень большую продолжительность жизни — от десятков миллиардов до десятков триллионов лет (красный карлик с массой в 0,1 массы Солнца будет гореть 10 триллионов лет). В недрах красных карликов невозможны термоядерные реакции с участием гелия, поэтому они не могут превратиться в красные гиганты. Со временем они постепенно сжимаются и всё больше нагреваются, пока не израсходуют весь запас водородного топлива, и постепенно превращаются в голубые карлики, а затем — в белые карлики с гелиевым ядром. Но с момента Большого взрыва прошло ещё недостаточно времени, чтобы красные карлики смогли сойти с главной последовательности.
Тот факт, что красные карлики остаются на главной последовательности, в то время как другие звезды сходят с неё, позволяет определять возраст звёздных скоплений путём нахождения массы, при которой звёзды вынуждены сойти с главной последовательности.
| Спектральный класс | Радиус | Масса | Светимость | Температура | Типичные представители |
| ------------------ | ------ | ----- | ---------- | ----------- | ---------------------- |
| Спектральный класс | R/R☉   | M/M☉  | L/L☉       | K           | Типичные представители |
| M0                 | 0,64   | 0,47  | 0,075      | 3850        | GJ 278C                |
| M1                 | 0,49   | 0,49  | 0,035      | 3600        | GJ 229A                |
| M2                 | 0,44   | 0,44  | 0,023      | 3400        | Лаланд 21185           |
| M3                 | 0,39   | 0,36  | 0,015      | 3250        | GJ 725A                |
| M4                 | 0,26   | 0,20  | 0,0055     | 3100        | Звезда Барнарда        |
| M5                 | 0,20   | 0,14  | 0,0022     | 2800        | GJ 866AB               |
| M6                 | 0,15   | 0,10  | 0,0009     | 2600        | Вольф 359              |
| M7                 | 0,12   | 0,09  | 0,0006     | 2500        | Ван Бисбрук 8          |
| M8                 | 0,11   | 0,08  | 0,0003     | 2400        | TRAPPIST-1             |
| M9                 | 0,08   | 0,079 | 0,00015    | 2300        | LHS 2924               |
| M9.5               | 0,08   | 0,075 | 0,0001     | 2250        | DENIS-P J0021.0–4244   |

## Красные карлики во Вселенной
Почти все звёзды, видимые невооружённым глазом, — белые или голубые, поэтому можно подумать, что красные карлики распространены мало. Но в действительности они представляют собой самые распространённые объекты звёздного типа во Вселенной. Суть в том, что слабые звёзды на расстоянии просто не видны. Проксима Центавра, ближайшая к Солнцу звезда, — красный карлик (спектральный класс M5,5Ve; звёздная величина 11,0m), как и двадцать из следующих тридцати ближайших звёзд. Однако из-за их низкой яркости они мало изучены.

## Проблема первичных красных карликов
Одна из загадок астрономии — слишком малое количество красных карликов, совсем не содержащих металлов. Согласно модели Большого взрыва, первое поколение звёзд должно было содержать только лишь водород и гелий (и совсем небольшое количество лития). Если в числе этих звёзд были красные карлики, то они должны наблюдаться сегодня, чего не происходит. Общепринятое объяснение заключается в том, что звезды с малой массой не могут сформироваться без тяжёлых элементов. Так как в лёгких звёздах протекают термоядерные реакции с участием водорода в присутствии металлов, то ранняя протозвезда с малой массой, лишённая металлов, не в состоянии «зажечься» и вынуждена оставаться газовым облаком до тех пор, пока не получит больше материи. Всё это служит поддержкой теории, согласно которой первые звёзды были очень массивными и вскоре погибли, выбросив большое количество металлов, необходимых для формирования лёгких звёзд.

## Жизнь на планетах у красных карликов
Термоядерные реакции красных карликов «экономны»: нуклеосинтез в недрах этих звёзд проходит медленно. Это объясняется сильной зависимостью скорости протекания термоядерных реакций (примерно в четвёртой степени) от температуры, которая низка у звёзд малой массы. Поэтому жизненный цикл красных карликов в сотни раз длиннее, чем у желтых карликов (Солнца в частности). Если на какой-нибудь планете возле красного карлика возникла простейшая жизнь, то вероятность, что она разовьётся во что-нибудь интересное, несравненно выше, чем у таких сравнительно недолговечных звёзд, как Солнце. Это связано с тем, что для развития высокоорганизованной жизни требуются миллиарды лет.

### Экзопланеты

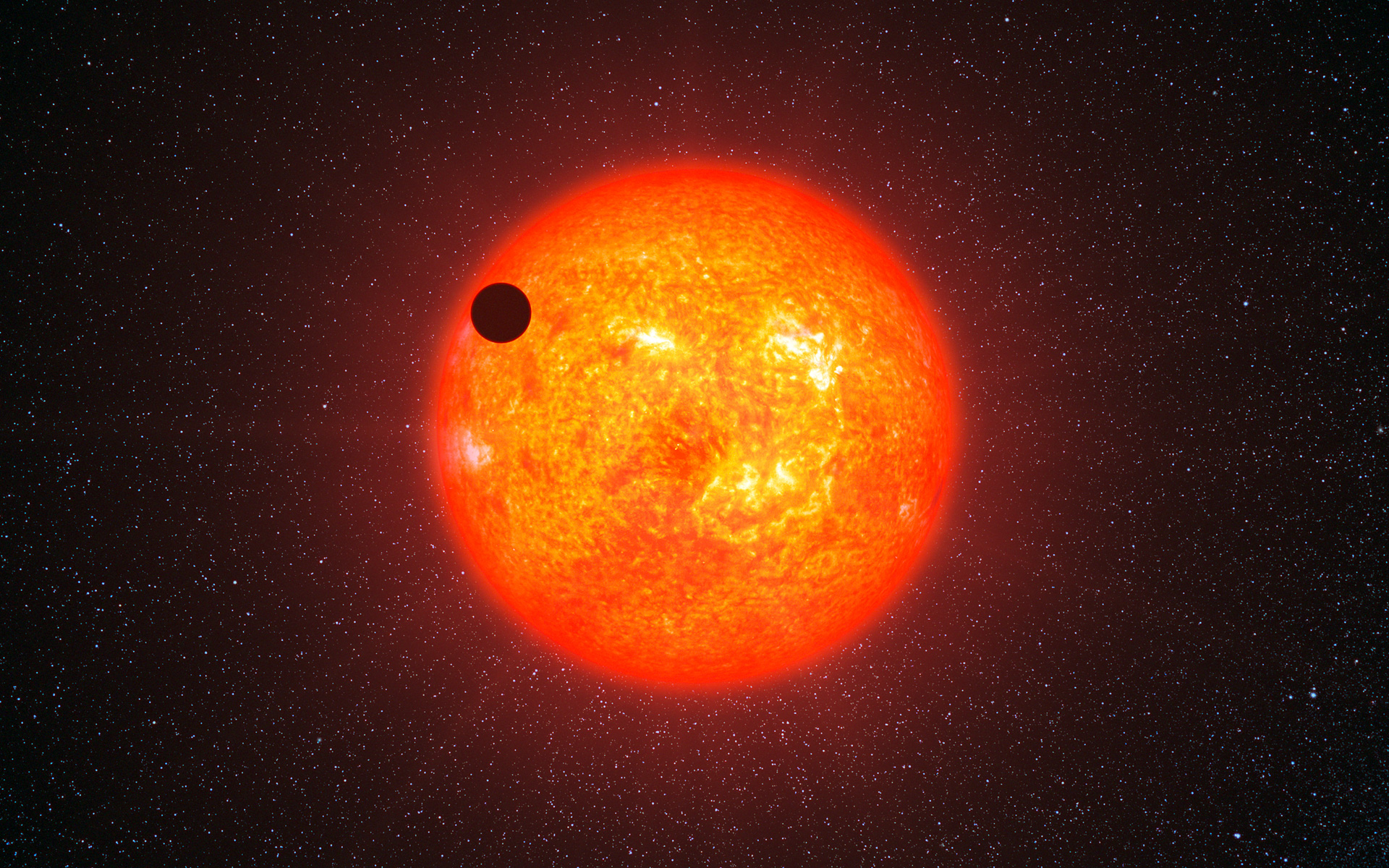
Авторское представление об экзопланете, обращающейся вокруг красного карлика GJ 1214

В 2005 году были обнаружены экзопланеты, обращающиеся вокруг красных карликов. По размеру одна из них сопоставима с Нептуном (около 17 масс Земли). Эта планета обращается на расстоянии всего в 6 миллионов километров от звезды (0,04 а.е.), и поэтому должна иметь температуру поверхности около 150 °C, несмотря на низкую светимость звезды. В 2006 году была обнаружена планета земного типа. Она обращается вокруг красного карлика на расстоянии в 390 миллионов километров (2,6 а.е.) и температура её поверхности составляет −220 °C. В 2007 году были обнаружены планеты в обитаемой зоне красного карлика Глизе 581, в 2010 году обнаружена планета в обитаемой зоне у Глизе 876. В 2014 году обнаружена землеразмерная планета Kepler-186f в обитаемой зоне  . 22 февраля 2017 года было объявлено об обнаружении семи планет земного типа около красного карлика TRAPPIST-1. Три из них находятся в обитаемой зоне .

### Проблемы, связанные склиматомпланет
Поскольку красные карлики довольно тусклые, то эффективная земная орбита должна быть близкой к звезде. Но планета, расположенная слишком близко к звезде, становится постоянно обращённой к ней одной стороной. Данное явление называется приливным захватом. Оно может вызвать разницу температур в разных полушариях (ночном и дневном), поскольку в дневном полушарии всегда тепло (может быть — очень жарко), а в ночном температура может приближаться к абсолютному нулю. Плотная атмосфера, однако, могла бы обеспечить некоторый перенос тепла в теневое полушарие, но это, в свою очередь, вызовет сильные ветры.
Красные карлики во много крат активнее Солнца (звёздный ветер таких звёзд ненамного слабее, чем у Солнца). Очень мощные солнечные вспышки в системе красного карлика могут быть губительными для возможной жизни на планете. Магнитное поле планеты могло бы отчасти решить эту проблему, становясь барьером для радиации, но у планет с приливным захватом его в большинстве случаев быть не может, так как отсутствие вращения планеты означает также отсутствие вращения ядра. Впрочем, роль магнитосферы в защите от космической радиации долгое время оставалась переоценённой, и защитного свойства одной лишь атмосферы могло бы оказаться достаточно .

## Типичные красные карлики
- Проксима Центавра — (M5.5 Ve) — расстояние 1,31 пк; светимость — 0,000 072 солнечной;
- Звезда Барнарда — (M5V) — расстояние 1,83 пк; светимость — 0,000 450 солнечной;
- Вольф 359 — (dM6e) — расстояние 2,34 пк; светимость — 0,000 016 солнечной;
- Росс 154 — (dM4e) — расстояние 2,93 пк; светимость — 0,000 380 солнечной;
- Росс 248 — (dM6e) — расстояние 3,16 пк; светимость — 0,000 110 солнечной;
- Росс 128 — (dM5) — расстояние 3,34 пк; светимость — 0,000 080 солнечной;
- Глизе 581 — (M3V) — расстояние 6,27 пк; светимость — 0,013 солнечной;
- TRAPPIST-1 — (M8V) — расстояние 12,10 пк; светимость — 0,000 525 солнечной.